# Selección de baloncesto de la República Dominicana
La selección de baloncesto de la República Dominicana es el equipo formado por jugadores de nacionalidad dominicana que representa a la Federación Dominicana de Baloncesto (FEDOMBAL) en las competiciones internacionales organizadas por la Federación Internacional de Baloncesto (FIBA) o el Comité Olímpico Internacional (COI): los Juegos Olímpicos, la Copa Mundial de Baloncesto y el Campeonato FIBA Américas.
En 2011 y 2012, John Calipari, entrenador en jefe del equipo de baloncesto masculino de la Universidad de Kentucky, se desempeñó como entrenador en jefe del equipo. El equipo quedó tercero en el Campeonato FIBA Américas 2011 y cuarto en el Torneo Preolímpico FIBA 2012, una posición menos que la clasificación para los Juegos Olímpicos de 2012.

## Historia
La selección dominicana ha participado en 22 Centrobasket, 14 Campeonato FIBA Américas, 8 Juegos Panamericanos, 14 Juegos Centroamericanos y del Caribe, y 2 Campeonatos Caribeños.
Sus logros más importantes son la obtención de las medallas de oro en los Centrobasket de 1977, 2004 y 2012. Cuatro doradas más en los Juegos Centroamericanos de 1998, 2002 y 2014 y 2023. La medalla de plata en los Juegos Panamericanos de 2003, otras tres plateadas en los Centrobasket de 1995, 2003 y 2010, y dos más en los Campeonatos Caribeños de 2002 y 2007. Además, la Selección cuenta en su palmarés con las medallas de bronce de los Centrobasket de 1997, 1999 y 2008, y de los Juegos Centroamericanos de 1978, 2006 y 2010.
Pero a pesar de sus logros nunca ha logrado clasificarse para unos Juegos Olímpicos, pese a que estuvo a 40 minutos de lograrlo en 2011 en el Campeonato FIBA Américas en Mar de Plata en un enfrentamiento antes el poderoso equipo de Brasil, y luego tuvo otra oportunidad de lograrlo en el 2012 en el preolímpico en Caracas ante el equipo de Nigeria y también cayó derrotado; Asimismo, solo cuatro veces ha clasificado para la Copa Mundial (1978, 2014, 2019 y 2023). Actualmente la selección dominicana está clasificada en la posición número 18 del mundo según el Ranking Mundial FIBA, y las expectativas sobre el futuro de esta selección son muy altas.

## Plantilla
- Lista de jugadores convocados que disputaron la Copa Mundial de Baloncesto de 2023.[1]

| República Dominicana      | República Dominicana | República Dominicana | República Dominicana | República Dominicana | República Dominicana    |
| Num                       | Jugador              | Pos                  | Altura               | Edad                 | Equipo                  |
| ------------------------- | -------------------- | -------------------- | -------------------- | -------------------- | ----------------------- |
| 0                         | Antonio Peña         | A                    | 2,04 m               | 37                   | Reales de La Vega       |
| 2                         | Rigoberto Mendoza    | B                    | 1,91 m               | 31                   | Piratas de La Guaira    |
| 3                         | Jean Montero         | B                    | 1,90 m               | 20                   | Valencia Basket         |
| 4                         | Gelvis Solano        | B                    | 1,85 m               | 29                   | Reales de La Vega       |
| 5                         | Victor Liz           | E                    | 1,88 m               | 37                   | Capitanes de Arecibo    |
| 10                        | Andrés Feliz         | B                    | 1,83 m               | 26                   | Club Joventut Badalona  |
| 11                        | Eloy Vargas          | P                    | 2,11 m               | 34                   | Trotamundos de Carabobo |
| 12                        | Ángel Delgado        | AP                   | 2,08 m               | 28                   | Besiktas JK             |
| 20                        | Gerardo Suero        | B                    | 1,96 m               | 34                   | Leones de Santo Domingo |
| 24                        | LJ Figueroa          | A                    | 1,98 m               | 25                   | Ratiopharm Ulm          |
| 25                        | Lester Quiñones      | E                    | 1,96 m               | 22                   | Golden State Warriors   |
| 32                        | Karl-Anthony Towns   | AP                   | 2,11 m               | 27                   | Minnesota Timberwolves  |
| Entrenador: Néstor García |                      |                      |                      |                      |                         |

## Partidos

### Próximos encuentros
| Fecha                   | Ciudad           | Competición                               | Local                          |                                                 | Resultado |                                                 | Visitante                      |
| ----------------------- | ---------------- | ----------------------------------------- | ------------------------------ | ----------------------------------------------- | --------- | ----------------------------------------------- | ------------------------------ |
| 25 de agosto de 2022    | Santo Domingo    | Clasificación Mundial 2023                | República Dominicana           | Bandera de la República Dominicana              | 70:61     | Bandera de Panamá                               | Panamá                         |
| 29 de agosto de 2022    | Barquisimeto     | Clasificación Mundial 2023                | Venezuela                      | Bandera de Venezuela                            | 76:72     | Bandera de la República Dominicana              | República Dominicana           |
| 3 de septiembre de 2022 | Recife           | FIBA AmeriCup 2022                        | Puerto Rico                    | Bandera de Puerto Rico                          | 88:82     | Bandera de la República Dominicana              | República Dominicana           |
| 4 de septiembre de 2022 | Recife           | FIBA AmeriCup 2022                        | República Dominicana           | Bandera de la República Dominicana              | 77:58     | Bandera de Islas Vírgenes de los Estados Unidos | Islas Vírgenes Estadounidenses |
| 6 de septiembre de 2022 | Recife           | FIBA AmeriCup 2022                        | República Dominicana           | Bandera de la República Dominicana              | 78:90     | Bandera de Argentina                            | Argentina                      |
| 8 de septiembre de 2022 | Recife           | FIBA AmeriCup 2022                        | Brasil                         | Bandera de Brasil                               | 80:68     | Bandera de la República Dominicana              | República Dominicana           |
| 10 de noviembre de 2022 | Santo Domingo    | Clasificación Mundial 2023                | República Dominicana           | Bandera de la República Dominicana              | 80:69     | Bandera de Argentina                            | Argentina                      |
| 13 de noviembre de 2022 | Santo Domingo    | Clasificación Mundial 2023                | República Dominicana           | Bandera de la República Dominicana              | 72:68     | Bandera de Venezuela                            | Venezuela                      |
| 23 de febrero de 2023   | Ciudad de Panamá | Clasificación Mundial 2023                | Panamá                         | Bandera de Panamá                               | 67:93     | Bandera de la República Dominicana              | República Dominicana           |
| 26 de febrero de 2023   | Mar del Plata    | Clasificación Mundial 2023                | Argentina                      | Bandera de Argentina                            | 75:79     | Bandera de la República Dominicana              | República Dominicana           |
| 1 de julio de 2023      | San Salvador     | Juegos Centroamericanos y del Caribe 2023 | Islas Vírgenes Estadounidenses | Bandera de Islas Vírgenes de los Estados Unidos | 62:82     | Bandera de la República Dominicana              | República Dominicana           |
| 2 de julio de 2023      | San Salvador     | Juegos Centroamericanos y del Caribe 2023 | República Dominicana           | Bandera de la República Dominicana              | 94:66     | Bandera de Nicaragua                            | Nicaragua                      |
| 3 de julio de 2023      | San Salvador     | Juegos Centroamericanos y del Caribe 2023 | Bahamas                        | Bandera de Bahamas                              | 0:20      | Bandera de la República Dominicana              | República Dominicana           |
| 4 de julio de 2023      | San Salvador     | Juegos Centroamericanos y del Caribe 2023 | República Dominicana           | Bandera de la República Dominicana              | 91:84     | Bandera de Puerto Rico                          | Puerto Rico                    |
| 5 de julio de 2023      | San Salvador     | Juegos Centroamericanos y del Caribe 2023 | México                         | Bandera de México                               | 72:89     | Bandera de la República Dominicana              | República Dominicana           |
| 25 de agosto de 2023    | Bocaue           | Copa Mundial 2023                         | República Dominicana           | Bandera de la República Dominicana              | 87:81     | Bandera de Filipinas                            | Filipinas                      |
| 27 de agosto de 2023    | Ciudad Quezon    | Copa Mundial 2023                         | Italia                         | Bandera de Italia                               | 82:87     | Bandera de la República Dominicana              | República Dominicana           |
| 29 de agosto de 2023    | Ciudad Quezon    | Copa Mundial 2023                         | Angola                         | Bandera de Angola                               | 67:75     | Bandera de la República Dominicana              | República Dominicana           |
| 1 de septiembre de 2023 | Ciudad Quezon    | Copa Mundial 2023                         | República Dominicana           | Bandera de la República Dominicana              | 97:102    | Bandera de Puerto Rico                          | Puerto Rico                    |
| 3 de septiembre de 2023 | Ciudad Quezon    | Copa Mundial 2023                         | República Dominicana           | Bandera de la República Dominicana              | 79:112    | Bandera de Serbia                               | Serbia                         |

## Entrenadores
| - Luis Fernando Sambolín: 1946 - Horacio Álvarez: 1954 - Virgilio Travieso Soto: 1962 - Alejandro Abreu: 1966 / 1970 - Félix Aguasanta: 1969 - Humberto Rodríguez: 1974–1977 - Faisal Abel: 1978 - Alejandro Tejeda: 1979 - Osiris Duquela: 1981 / 1982 / 1995 |  | - Fernando Teruel: 1984 - Leandro de la Cruz: 1987 / 1989 - Héctor Báez: 1993 / 2003 - Moncho Monsalve: 1995 - Miguel Cruceta: 1997 / 1998 / 1999 - José Domínguez: 1999 / 2001–2004 / 2006 / 2010 / 2014 - Keith Smart: 2005 - Scott Roth: 2007–2008 - Julio Toro: 2009 |  | - Eric Musselman: 2010 - John Calipari: 2011–2012 - Orlando Antigua: 2013–2015 - Kenny Atkinson: 2015 - Melvyn López: 2016–2019 - Néstor García: 2019 - Melvyn López: 2020–2022 - Néstor García: 2022–presente |